# Локалитет Црквина, Благај Ријека, Дервиши
Сјеверно од тврђаве Благај, на широком пољу подно ње, се налази локалитет “Црквина” гдје су евидентирани остаци цркве. Сматра се да је ријеч о капели у коју су се сахрањивали кнезови Благајски. 

## Историја и истраживања
У питању је благајска жупна црква светога Јураја, која се први пут спомиње у попису Ивана, горичког архиђакона, 1334. године. Спомињањем жупника у Благају потврђено је постојање тамошње цркве и у попису жупника Загребачке бискупије из 1501. године. На том локалитету је пронађено и 15 надгробних плоча, од којих су сачувана два фрагмента и налазе се у Земаљском музеју у Сарајеву.
Од почетка 15. вијека постаје ходочасничко средиште, у које се највише долазило за празник безгрешног зачећа Блажене Дјевице Марије, који се слави 8. децембра. Боравећи на црквеном сабору у Констанци, кнез Ладислав Благајски замолио је папу Мартина V да булом одреди да ће сви ходочасници који посјете Благај на празник добити потпуни опрост од гријеха. 10. маја 1418. папа Мартин V је објавио тај указ.